# Gilbert Pongault
 (août 2013).
Gilbert Pongault (1925 à Bohoulou en République du Congo - 14 août 2012 à Brazzaville) est un syndicaliste et un homme politique congolais.

## Biographie
Gilbert Pongault est né à Bohoulou situé à quelques kilomètres de Mossaka (département de la Cuvette) en République du Congo. Fils de Eyoka Joseph, chef de canton, chef de tribu et de Céline Mwambossi, il reçoit une éducation traditionnelle. Nonobstant le refus de son géniteur qui ne souhaitait pas le voir fréquenter l'école coloniale qui devait à terme le soustraire de ses charges successorales traditionnelles, Gilbert Pongault, atteint par la trypanosomiase se rend avec sa mère à Loukolela (RDC), pour des soins auprès des sœurs religieuses.
C'est durant le séjour à Loukolelal qu'il entame ses études primaires qui le mènent jusqu'aux cours préparatoires 2e année à Mossaka.
Arrivé à Brazzaville à 13 ans, quelques années après, il intègre le mouvement des Éclaireurs de France. Les dirigeants de ce mouvement l'embauchent comme permanent. Cette position lui permet de pousser plus loin ses connaissances.
Poursuivant son itinéraire professionnel, Gilbert Pongault exerce les fonctions d'employé dans plusieurs sociétés de la place notamment à la Compagnie Générale des Transports en Afrique (CGTA) et à Radio Brazzaville (La voix de la France libre). Très proche des milieux catholiques, il épouse en 1949 Véronique Monique Londongo à la maison Commune de Poto-Poto et en la Basilique Sainte-Anne du Congo. Il est père de 14 enfants.

## Vie syndicale
Il intègre le mouvement syndical chrétien en 1946 grâce à Gérard Espéret, dépêché par la Confédération française des travailleurs croyants (CFTC) pour former les premiers militants syndicaux chrétiens. Il devient un des principaux dirigeants syndicaux chrétiens en Afrique Équatoriale Française. C'est ainsi que le leader politique Barthélemy Boganda le fait venir à Bangui (République Centrafricaine) pour y créer des syndicats dans les entreprises.
Il contribue, sous l'autorité de Lamine Gueye, député du Sénégal au Palais Bourbon, à l'instauration du Code du travail d'Outre mer.
Il assume également des fonctions importantes dans l'organisation des syndicats chrétiens en Afrique et dans le monde : 
- Secrétaire Général de l'Union Panafricaine des Travailleurs Croyants (UPTC) ;
- Membre du Bureau de la Confédération internationale des syndicats chrétiens (CISC) ;
- Premier vice-président de la Confédération mondiale du travail (CMT) ;

En 1957, il est reçu au Conseil Économique de l'Assemblée de l'Union Française et devient administrateur du Bureau International du travail (BIT).
Ces positions lui permettent de participer activement aux différentes avancés sociales, notamment l'instauration de la prévoyance sociale en faveur des travailleurs congolais, à travers la création de la Caisse de Prévoyance Sociale, aujourd'hui dénommée Caisse de Sécurité Sociale (CNSS).

## Politique
Sur le plan politique Gilbert Pongault a participé aux grands combats pour l'indépendance du Congo et la sauvegarde des libertés publiques. Trahi par la trajectoire prise par le mouvement des 13,14 et 15 août 1963, menacé d'élimination physique, il prend le chemin de l'exil pendant près d'une dizaine d'années, après une condamnation à mort par contumace.
C'est grâce à Hailé Selassie et aux présidents Léopold Sédar Senghor et Marien Ngouabi qu'il est désigné par l'Organisation de l'Unité Africaine (OUA), aux hautes fonctions de Secrétaire Général du Comité Africain Anti-apartheid avec pour siège Kinshasa.
En conformité avec ses combats, Gilbert Pongault exerce ces dernières fonctions au service de l'Afrique qui ont contribué à l'indépendance du Zimbabwe et de la Namibie, à l'effondrement de l'apartheid  et à la libération de Nelson Mandela.
Il est ensuite sollicité par les Autorités Congolaises pour participer au dénouement pacifique de la crise survenue lors du déroulement du 8e Congrès de la Confédération Syndicale Congolaise en 1990. De même, il œuvre à la tenue de la conférence nationale souveraine et à convaincre Monseigneur Ernest Kombo réticent au départ, d'exercer la mission de présider ladite conférence.

## Vie sociale
Convaincu que l'agriculture était un des fondements majeurs du bien-être social, il se consacre dès son retour d'exil, à créer des activités agricoles faites de cultures vivrières et d'exportation à la manière des kibboutz israéliens dans la région d'Irébou, district de Loukoléla.